# Qianlingula bilamellata
Qianlingula bilamellata là một loài nhện trong họ Pisauridae.
Loài này thuộc chi Qianlingula. Qianlingula bilamellata được miêu tả năm 2004 bởi Zhang, Zhu & Da-xiang Song.